# Георги Бадев
Георги Минчев Ба̀дев е български цигулар и музикален педагог.

## Биография
Роден е във Видин на 24 юли 1939 г. Учи цигулка от шестгодишна възраст при вуйчо си Петър Хаджиангелов. През 1950 г. е приет в интерната за даровити деца. Завършва Държавната консерватория в София в класа на проф. Владимир Аврамов през 1961 г. Концертира от 1952 г. През 1971 г. специализира в САЩ при Исак Щерн. През 1962 г. става хоноруван асистен по цигулка, а от 1966 г. е редовен преподавател по цигулка в Държавната музикална академия. Професор е в Софийската консерватория и в Мусашино Академия в Токио. От 1990-те години води майсторски клас по цигулка в Токио.
Георги Бадев умира на 30 юли 2015 г. в София.

## Отличия и награди
- 1957 г. – лауреат на световния фестивал в Москва;
- 1959 г. – шеста награда от конкурса „Кралица Елизабет“ в Брюксел[6];
- 1966 г. – лауреат и първа награда на конкурса в Монреал, Канада.

От 27 март 1973 г. Георги Бадев е почетен гражданин на Видин.